# МКС-43
МКС-43 — сорок третья долговременная экспедиция Международной космической станции. Её работа началась 11 марта 2015 года, 22:44 UTC с момента отстыковки Союз ТМА-14М от станции. 28 марта 2015 года, 01:33 UTC состав экспедиции пополнился экипажем корабля «Союз ТМА-16М» до 6 человек. Завершилась экспедиция 11 июня 2015 года, 10:20 UTC, в момент отстыковки от станции корабля «Союз ТМА-15М».
 Саманта Кристофоретти, ЕКА установила новый рекорд продолжительности работы на МКС среди прочих стран - 199 дней 7 часов 31 минут 44 секунд, превышен рекорд Андре Кёйперс на МКС-30/МКС-31 (190 дней 13 час 28 мин 29 сек).

## Экипаж
| Должность   | 1 этап (11 — 28 марта 2015 года) | 2 этап (28 марта — 11 июня 2015 года) | Номер полёта | Корабль доставки |
| ----------- | -------------------------------- | ------------------------------------- | ------------ | ---------------- |
| Командир    | Терри Вёртс, НАСА                | Терри Вёртс, НАСА                     | 2            | Союз ТМА-15М     |
| Бортинженер | Антон Шкаплеров, ФКА             | Антон Шкаплеров, ФКА                  | 2            | Союз ТМА-15М     |
| Бортинженер | Саманта Кристофоретти, ЕКА       | Саманта Кристофоретти, ЕКА            | 1            | Союз ТМА-15М     |
| Бортинженер |                                  | Геннадий Падалка, ФКА                 | 5            | Союз ТМА-16М     |
| Бортинженер |                                  | Михаил Корниенко, ФКА                 | 2            | Союз ТМА-16М     |
| Бортинженер |                                  | Скотт Келли, НАСА                     | 4            | Союз ТМА-16М     |

 Михаил Корниенко и  Скотт Келли начали годовой полёт на МКС и проработали в составе четырёх экипажей МКС-43/44/45/46.

## Ход экспедиции

### Принятый грузовой корабль
- SpaceX CRS-6, запуск 14 апреля 2015 года, стыковка 17 апреля 2015 года.

### Аварийный запуск к МКС
- Прогресс М-27М, запуск 28 апреля 2015 года.